# Travčice
Obec Travčice (německy Trabschitz) se nachází v okrese Litoměřice v Ústeckém kraji v oblasti soutoku řek Ohře a Labe, pět kilometrů jihovýchodně od Litoměřic a tři kilometry východně od Malé pevnosti Terezín. Součástí obce je také vesnice Nučničky. V obci žije 603 obyvatel.

## Název
Název vesnice je odvozen z příjmení Travka ve významu ves lidí Travkových. V historických pramenech se jméno vsi objevuje ve tvarech: de Trans (1239), in Trabezicz (1367), Trawczicz (1406), w Trawczyczych (1549), „ze vsi Trawczicz“ (1552), Trawcžicze (1619), Trawežicze (1654), Trawschitz a Trowossic (1785) a Drabschitz nebo Trabschitz či Trabssice (1854).

## Historie
První písemná zmínka o vesnici pochází z roku 1239, ale archeologické nálezy dokazují, že vesnice byla osídlena již přibližně v jedenáctém století.
Vlivem výstavby pevnosti Terezín musela obec zcela ustoupit její stavbě a obec byla přesídlena o kilometr východněji. V červnu 1782 se započalo s bouráním staré vesnice a stavbou nové, která byla podle některých pramenů dostavěna nejspíše 1784. Celkem bylo vystavěno 38 stavení. Během první světové války byl na území obce zřízen zajatecký tábor. V roce 1920 byla obec elektrifikována.
V obci se narodil zlatník a rytec Ernst Klimt, otec světoznámého rakouského malíře Gustava Klimta.

## Obyvatelstvo
|                                                  | 1869 | 1880 | 1890 | 1900 | 1910 | 1921 | 1930 | 1950 | 1961 | 1970 | 1980 | 1991 | 2001 | 2011 |
| ------------------------------------------------ | ---- | ---- | ---- | ---- | ---- | ---- | ---- | ---- | ---- | ---- | ---- | ---- | ---- | ---- |
| Obyvatelé                                        | 379  | 420  | 447  | 506  | 493  | 492  | 551  | 413  | 412  | 402  | 449  | 493  | 499  | 505  |
| Domy                                             | 70   | 72   | 76   | 85   | 87   | 93   | 114  | 125  | 117  | 117  | 132  | 167  | 170  | 177  |
| Tabulka zahrnuje údaje sloučené osady Zádušníky. |      |      |      |      |      |      |      |      |      |      |      |      |      |      |

## Pamětihodnosti
- kaple na návsi
- strážní domek čp. 52